# لورنس أوكونور دويل
لورنس أوكونور دويل هو سياسي كندي، ولد في 27 فبراير 1804، وتوفي في 28 أكتوبر 1864.